# Barcamp
Barcamp, formellt BarCamp, är ett internationellt nätverk av öppna konferenser (eller okonferenser) där deltagarna själva står för presentationerna och inget program planeras i förväg. Oftast är de gratis och finansieras av olika sponsorer som bidrar med lokaler, utrustning, kaffe, T-shirts, klistermärken etc.
Namnet Barcamp är en lekfull anspelning på dess ursprung, med referens till foobar som är ett slangord inom programmering. BarCamp kom till som ett publikt alternativ till Foo Camp (för "Friends of O'Reilly") som också är drivet av deltagare, men bara är öppet för dem som blivit inbjudna.
Den första barcampen hölls i Palo Alto i Kalifornien 19−21 augusti 2005. Den organiserades på mindre än en vecka och hade 200 deltagare. Sedan dess har det anordnats BarCamp i över 350 städer runt om i världen.